# 서울세관
서울본부세관(서울本部稅關, Seoul Main Customs) 또는 서울세관은 서울특별시 일원의 관세 부과·감면 및 징수와 수출입 물품의 통관 및 밀수출입 단속에 관한 사무를 관장하는 대한민국 관세청의 소속기관이다. 1949년 7월 9일 발족하였으며, 서울특별시 강남구 언주로 721에 위치하고 있다. 세관장은 고위공무원단 나등급에 속하는 일반직공무원으로 보한다.

## 직무
- 인사, 문서의 수발·심사·보존, 보안 및 관인관리
- 수입물품에 대한 조세의 부과·징수 및 감면에 관한 사항
- 수출입물품의 통관에 관한 사항
- 수출입물품의 통관에 관한 적법성 심사와 세액 및 환급 심사에 관한 사항
- 공항과 항만에 대한 감시업무에 관한 사항
- 선박·항공기의 입출항절차 및 검색에 관한 사항
- 총기류·폭발물등 테러관련물품의 반출입에 관한 사항
- 관세법등 위반사범에 대한 범칙수사업무에 관한 사항
- 밀수단속에 관한 사항
- 부정무역, 불공정무역, 원산지표시 위반 및 지식재산권 침해에 관한 조사 및 수사
- 수출입물품중 멸종위기에 처한 야생동식물, 특정야생동식물, 자연생태계 위해동식물업무에 관한 사항
- 자유무역협정의 집행에 관한 사항

## 연혁
대한민국 정부 수립 이전
- 1907년 11월 1일: 인천해관 삼포감시서 설치.
- 1908년 1월 1일: 탁지부 관세국 소속 남대문출장소 설치[3].
- 1910년 9월: 인천세관 남대문출장소로 개편[4].
- 1920년 5월: 인천세관 경성지서로 개편(일반행정기구 개편).
- 1943년 12월 18일: 부두국으로 흡수(세관 폐지).
- 1946년 2월 5일: 인천항무청 서울지서로 개편[5].
- 1946년 4월 27일: 서울세관으로 개편[6].

대한민국 정부 수립 이후
- 1949년 7월 9일: 재무부 소속으로 서울본부세관 설치.[7]
- 1952년 9월 3일: 서울본부세관 소속으로 마포감시서 설치.[8]
- 1955년 9월 19일: 마포감시서를 마포감시소로 개편.[9]
- 1957년 1월 25일: 마포감시소를 마포감시서로 개편.[10]
- 1961년 10월 2일: 마포감시서 폐지.[11]
- 1967년 3월 29일: 서울본부세관에 구로동출장소 설치.[12]
- 1969년 3월 13일: 구로동출장소를 구로출장소로 개편.[13]
- 1969년 12월 8일: 서울본부세관에 의정부출장소 설치.[14]
- 1970년 8월 3일: 관세청 소속으로 변경.
- 1970년 8월 21일: 구로출장소를 구로세관으로 승격.[15]
- 1971년 9월 15일: 구로세관을 남서울세관으로 개편.[16]
- 1973년 3월 14일: 의정부출장소를 동부출장소로 개편.[17]
- 1978년 7월 15일: 서울본부세관에 성남출장소 설치. 대전세관 소속으로 청주출장소 설치.[18]
- 1980년 6월 14일: 서울본부세관에 국제우편출장소, 파주·동두천감시서 설치. 성남출장소를 수원세관으로 이관. 남서울세관을 구로세관으로, 동부출장소를 의정부출장소로 개편.[19]
- 1984년 1월 27일: 대전세관에 천안감시서 설치.[20]
- 1985년 2월 25일: 천안감시서를 천안출장소로 개편.[21]
- 1985년 11월 20일: 서울본부세관이 수원세관으로부터 성남출장소를 이관받음.[22]
- 1988년 1월 29일: 대전세관에 충주감시서를, 구로세관에 안양출장소를 설치. 성남출장소를 성남세관으로 승격.[23]
- 1989년 5월 8일: 청주출장소를 청주세관으로 승격하고 충주감시서를 소속기관으로 편입.[24]
- 1991년 12월 28일: 안양출장소를 안양세관으로 승격.[25]
- 1996년 7월 10일: 천안출장소를 천안세관으로 승격하고 대산감시서를 소속기관으로 편입. 충주감시서를 충주출장소로 개편. 파주·동두천감시서를 파주·동두천감시소로 개편.[26]
- 1998년 2월 28일: 파주감시소를 의정부출장소 소속으로 이관. 동두천·대산감시소를 폐지.[27]
- 2006년 1월 2일: 의정부·국제우편·충주출장소를 의정부·서울국제우편·충주세관으로 승격.[28]
- 2006년 7월 1일: 파주감시소를 파주세관으로 승격.[29]
- 2007년 9월 28일: 서울국제우편세관을 폐지.[30]
- 2015년 1월 6일: 대산감시소를 대산지소로 개편.[31]
- 2016년 1월 18일: 파주세관 소속으로 도라산지원센터 설치. 구로·충주·의정부지소를 각각 안양세관 소속 구로지원센터·청주세관 소속 충주지원센터·성남세관 소속 의정부지원센터로 개편.[32]

## 관할구역
- 서울특별시[33]
- 경기도 김포시 고촌읍 전호리 소재 이사화물보세구역
- 강원특별자치도
- 충청북도
- 세종특별자치시
- 대전광역시
- 충청남도 (평택직할세관,군산세관 관할지역 제외)

## 조직

### 세관장
- 세관운영과[34]
- 감사담당관실[35]
- 수출입기업지원센터[35]

통관국
- 통관지원과[35]
- 수출과[37]
- 수입과[37]
- 이사화물과[35]

자유무역협정집행국
- 자유무역협정제1과[35]
- 자유무역협정제2과[37]
- 자유무역협정제3과[37]
- 자유무역협정제4과[37]

심사국
- 심사총괄과[35]
- 심사관[37][39]
- 심사정보과[35]
- 체납관리과[35]
- 환급심사과[37]
- 분석실[40]

조사제1국
- 조사총괄과[35]
- 특수조사과[35]
- 사이버조사과[37]
- 조사정보과[35]
- 조사관[37]

조사제2국
- 외환조사과[35]
- 외환검사과[35]
- 외환조사관[37][41]

### 소속기관
세관
- 모든 세관은 관세청의 직속기관이지만 「관세청과 그 소속기관 직제」 제22조제3항에 의거하여 서울본부세관은 통관의 적법성·세액 및 환급의 심사·범칙수사업무가 전문적이고 효율적으로 이루어질 수 있도록 세관의 사무를 통합하여 수행하게 할 필요가 있을 때에는 관세청장이 지정한 세관의 사무 일부를 수행하게 할 수 있다.
- 성남세관장은 서기관·기술서기관·행정사무관·공업사무관·전산사무관·방송통신사무관 또는 해양수산사무관으로, 나머지 세관장은 서기관으로 보한다.

| 명칭     | 소재                                 | 관할구역 |
| -------- | ------------------------------------ | --- |
| 안양세관 | 경기도 의왕시 오봉로 175             | 서울특별시 관악구, 동작구, 영등포구, 구로구, 금천구, 강서구, 양천구 및 경기도 광명시, 안양시, 과천시, 군포시, 의왕시          |
| 천안세관 | 충청남도 천안시 서북구 봉정로 238    | 충청남도 천안시, 아산시, 예산군, 당진시                                                                                       |
| 청주세관 | 충청북도 청주시 흥덕구 직지대로 407  | 충청북도 |
| 성남세관 | 경기도 성남시 분당구 야탑로205번길 8 | 경기도 성남시, 하남시, 광주시, 이천시, 여주시, 양평군                                                                         |
| 파주세관 | 경기도 파주시 새꽃로 230             | 경기도 파주시, 고양시, 동두천시, 양주시, 포천시, 의정부시, 구리시, 남양주시, 가평군, 연천군, 강원특별자치도 철원군            |
| 속초세관 | 강원특별자치도 속초시 청초호반로 183 | 강원특별자치도 속초시, 고성군, 양양군                                                                                         |
| 동해세관 | 강원특별자치도 동해시 천곡로 119     | 강원특별자치도 강릉시, 동해시, 태백시, 삼척시, 영월군, 평창군, 정선군, 원주시, 춘천시, 홍천군, 횡성군, 화천군, 양구군, 인제군 |

지원센터

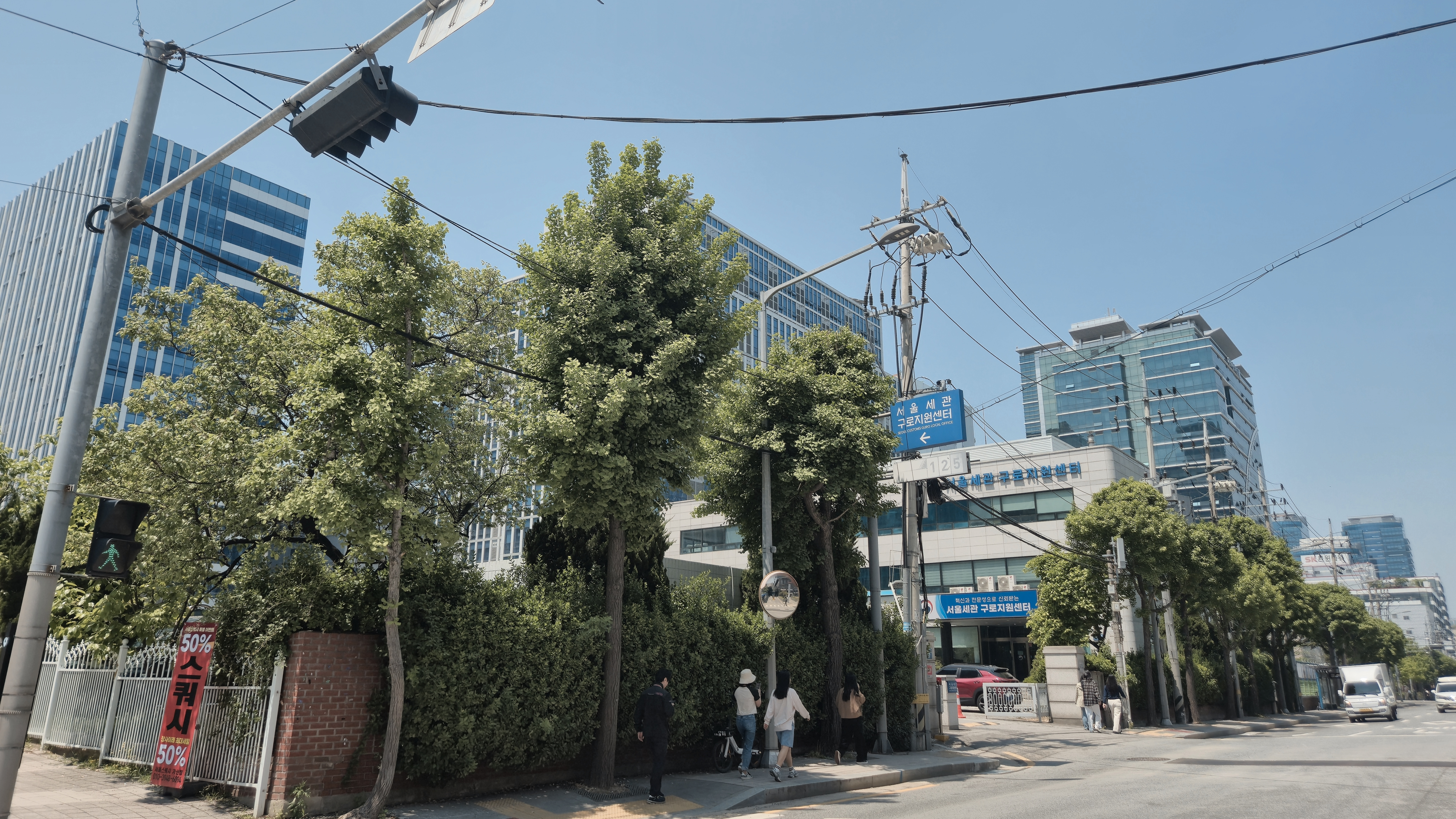
서울세관(가산디지털1로 67)

- 지원센터장은 행정사무관·공업사무관·전산사무관·방송통신사무관·해양수산사무관·관세주사·방송통신주사·해양수산주사로 보한다.[44]

| 세관명   | 명칭           | 소재                                       | 관할구역                                                                             |
| -------- | -------------- | ------------------------------------------ | ------------------------------------------------------------------------------------ |
| 서울세관 | 구로지원센터   | 서울특별시 금천구 가산디지털1로 67         | 서울특별시 관악구, 동작구, 영등포구, 구로구, 금천구, 강서구, 양천구 및 경기도 광명시 |
| 청주세관 | 충주지원센터   | 충청북도 충주시 으뜸로 31                  | 충청북도 충주시, 제천시, 음성군, 단양군                                              |
| 파주세관 | 의정부지원센터 | 경기도 의정부시 부용로 215                 | 경기도 의정부시, 구리시, 남양주시, 가평군                                            |
| 파주세관 | 도라산지원센터 |                                            | 경기도 도라산 남북출입시설(남한지역)                                                 |
| 속초세관 | 고성지원센터   | 강원특별자치도 고성군 현내면 동해대로 9109 | 강원특별자치도 고성군 남북출입시설                                                   |
| 동해세관 | 원주지원센터   | 강원특별자치도 원주시 입춘로 50 (반곡동)   | 강원특별자치도 원주시, 춘천시, 홍천군, 횡성군, 화천군, 양구군, 인제군                |

## 같이 보기
- 대한민국 관세청
- 태국 관세청
- 방콕 세관
- 인천본부세관
- 부산본부세관
- 대구본부세관